# Katrina Young
Katrina Young (Shoreline, 10 de enero de 1992) es una deportista estadounidense que compite en saltos de plataforma.
Ganó tres medallas en el Campeonato Mundial de Natación, en los años 2019 y 2022.

## Palmarés internacional
| Campeonato Mundial | Campeonato Mundial      | Campeonato Mundial | Campeonato Mundial           |
| Año                | Lugar                   | Medalla            | Prueba                       |
| ------------------ | ----------------------- | ------------------ | ---------------------------- |
| 2019               | Gwangju (Corea del Sur) | Medalla de bronce  | Plataforma 10 m sincro       |
| 2019               | Gwangju (Corea del Sur) | Medalla de bronce  | Plataforma 10 m sincro mixto |
| 2022               | Budapest (Hungría)      | Medalla de plata   | Plataforma 10 m sincro       |